# Šegotići
Šegotići (en italien : Segotti) est une localité de Croatie située en Istrie, dans la municipalité de Marčana, dans le comitat d'Istrie. En 2001, la localité comptait 94 habitants.

## Démographie
| 1948 | 1953 | 1961 | 1971 | 1981 | 1991 | 2001 |
| ---- | ---- | ---- | ---- | ---- | ---- | ---- |
| 157  | 117  | 105  | 98   | 95   | 69   | 94   |

## Personnalités
- Ante Ciliga (1898-1992), homme politique et un écrivain croate